# Stinkende Nieswurz
Die Stinkende Nieswurz (Helleborus foetidus) ist eine Pflanzenart aus der Gattung Nieswurz (Helleborus) innerhalb der Familie der Hahnenfußgewächse (Ranunculaceae). Ihr Name leitet sich davon ab, dass ihre Laubblätter einen unangenehmen Duft besitzen; darauf weist auch das Artepitheton foetidus (= stinkend) hin. Die Stinkende Nieswurz ist in Süd- und Mitteleuropa beheimatet und wird als Zierpflanze verwendet.

## Beschreibung und Ökologie

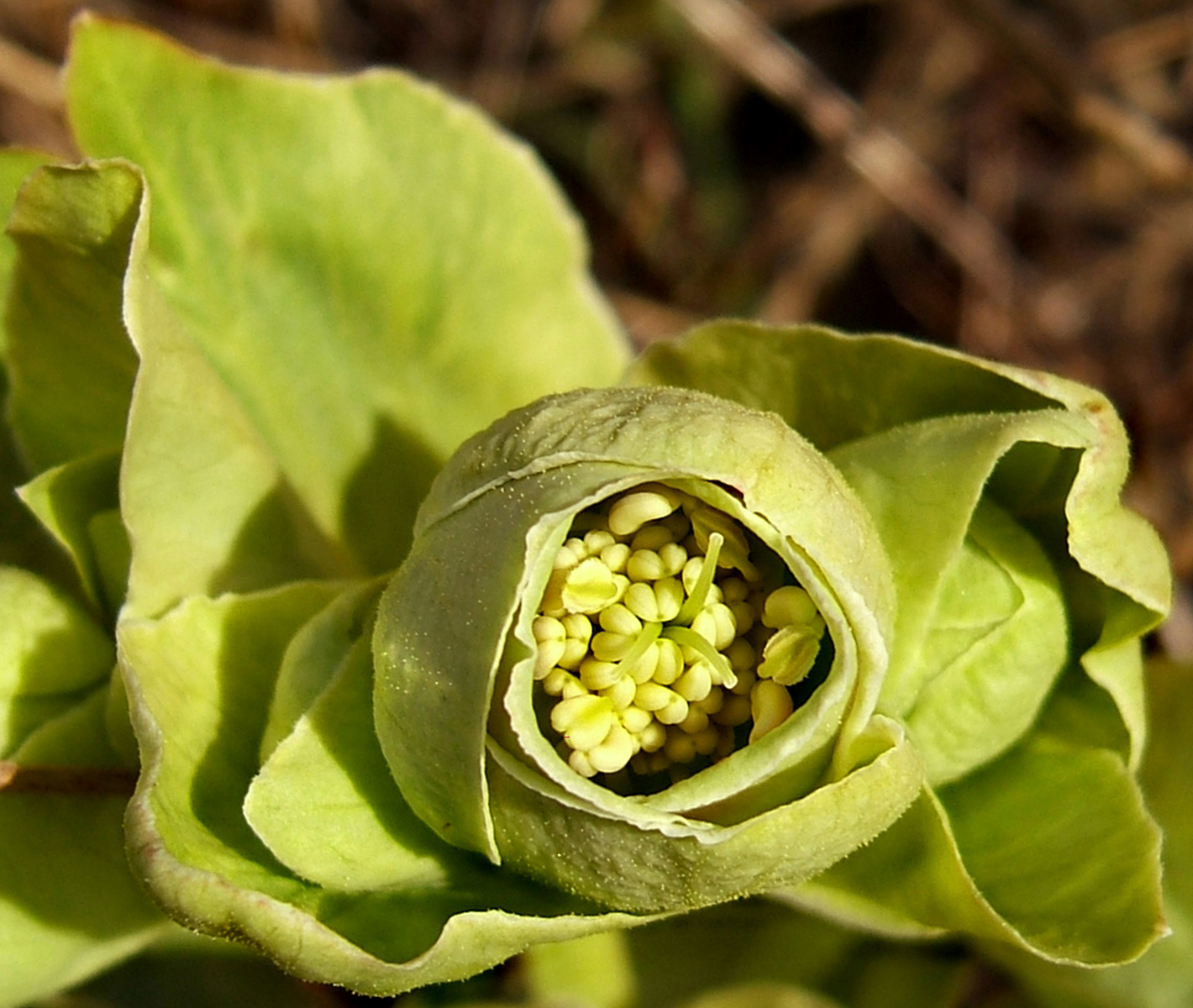
Blick in die junge Blüte

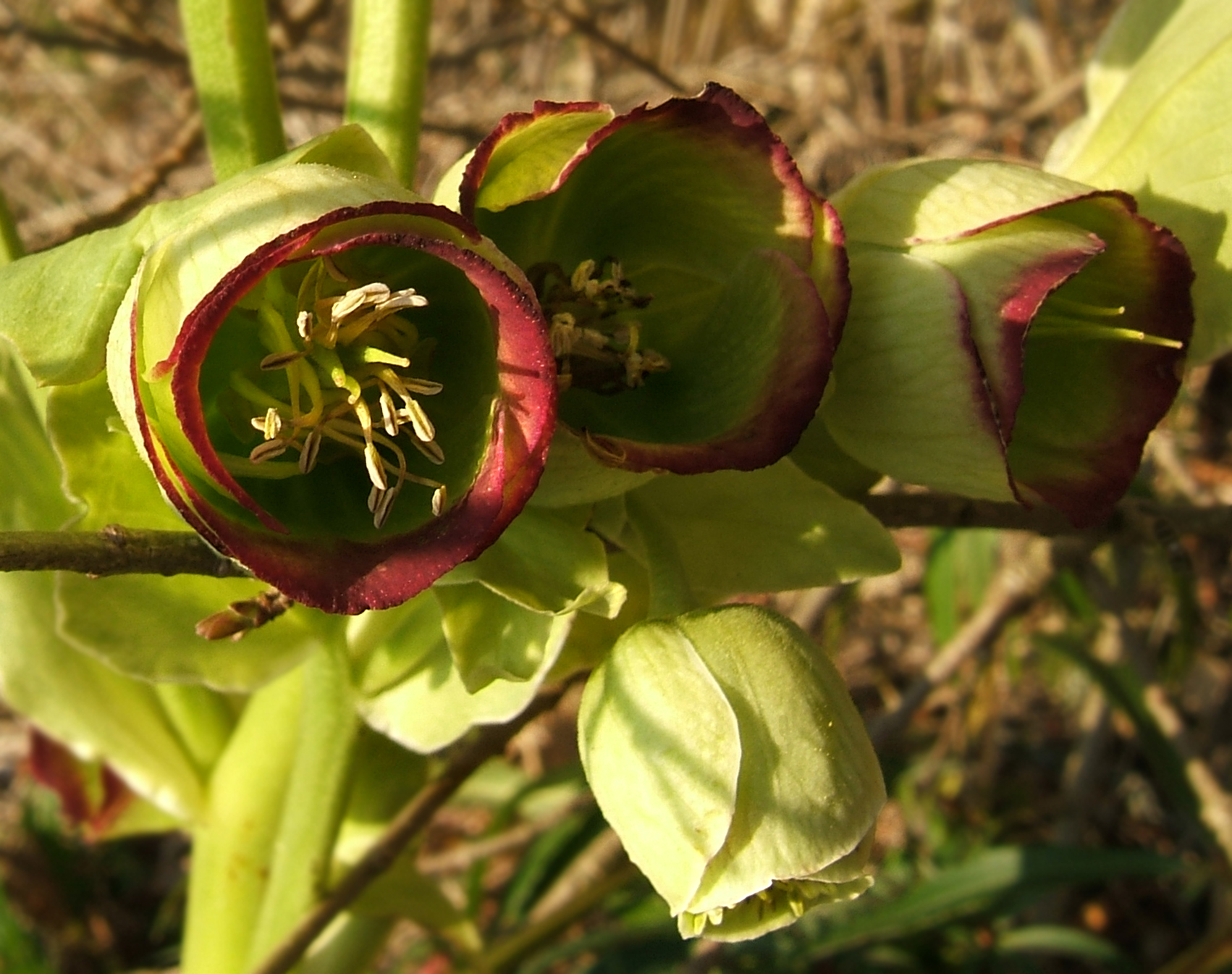
Ältere Blüten mit dunkelrotem Rand und eine junge, grüne Blüte an derselben Pflanze

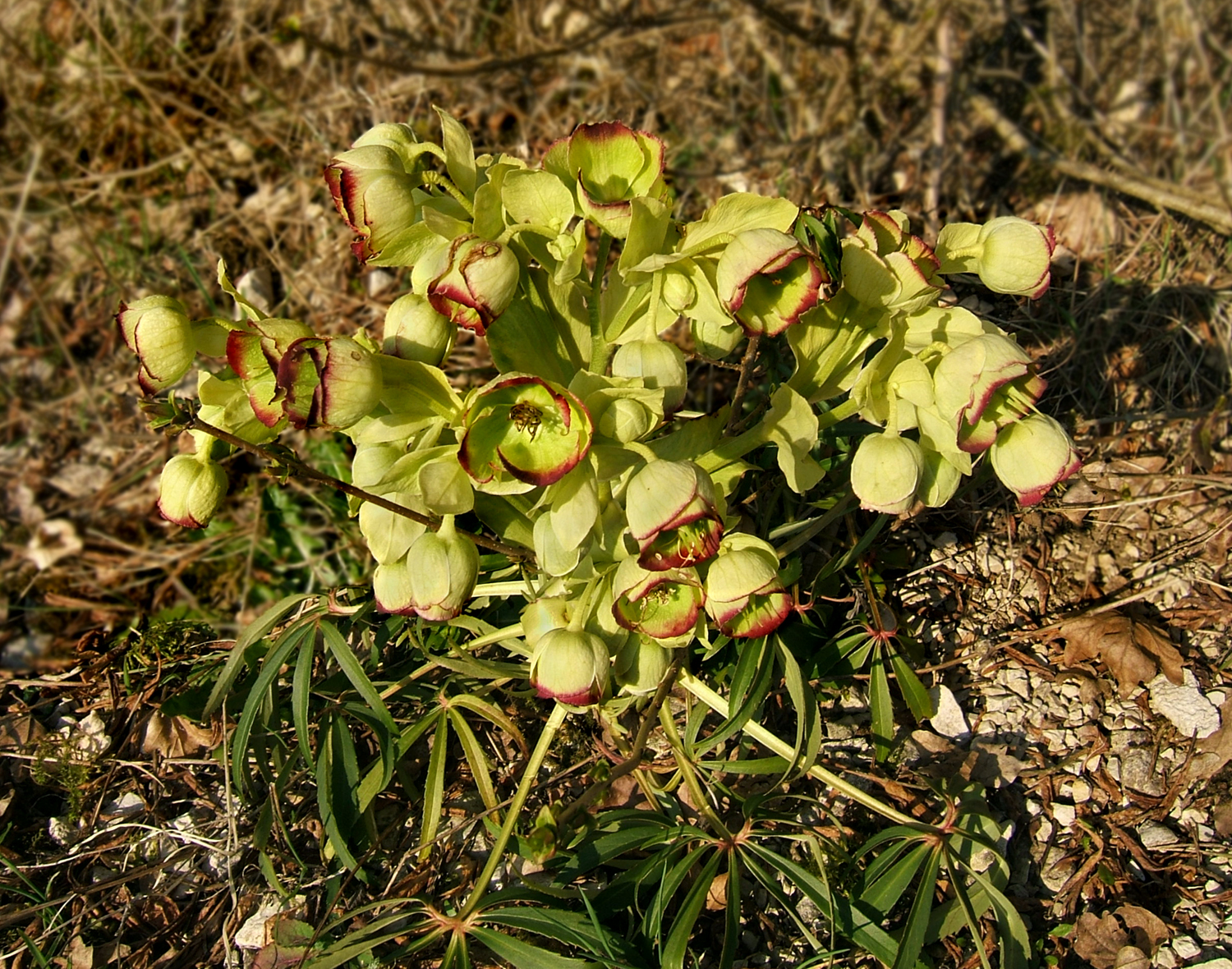
Habitus im April

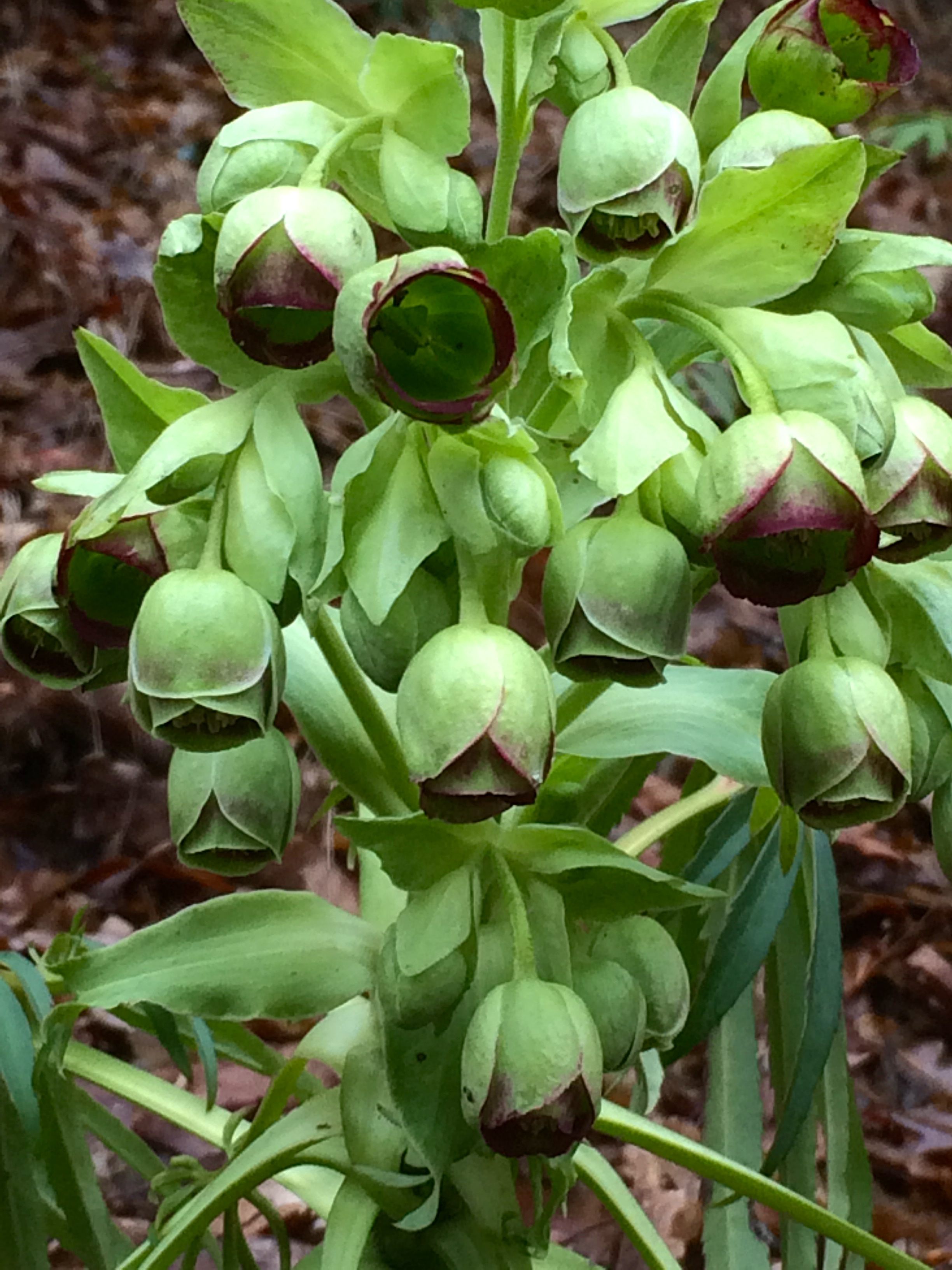
Helleborus foetidus
– Bestand entlang der B 54 bei Bad Schwalbach

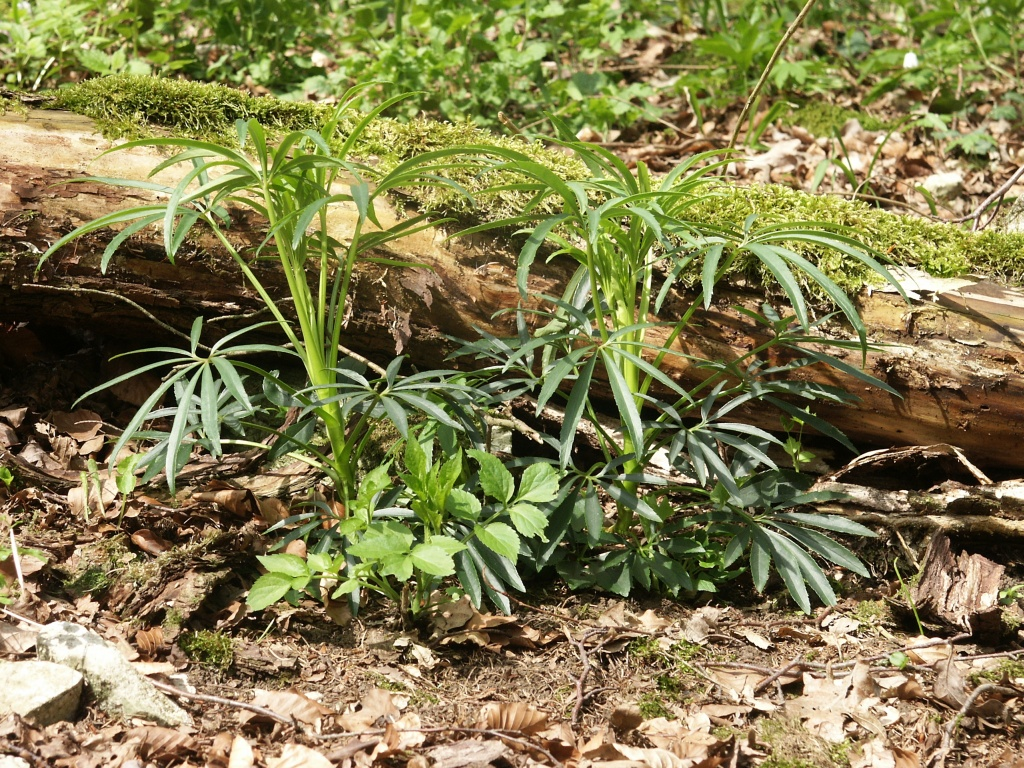
Zwei Jungpflanzen in lichtem Mischwald

### Vegetative Merkmale
Die zu den Halbsträuchern zählende Stinkende Nieswurz wächst horstig und erreicht Wuchshöhen von bis zu 60 Zentimetern und Durchmesser von 60 bis 90 Zentimetern. Die einzelnen Triebe bilden Stämmchen, die einige Jahre wachsen, bis sie die Blühreife erlangen, nach der Samenreife sterben sie ab. Zuvor wachsen Seitentriebe aus ruhenden Knospen, die bereits im darauffolgenden Jahr wieder blühen können.

### Generative Merkmale
Die Blütezeit dieser sehr früh blühenden Art liegt im Herbst und die Blüten öffnen sich bereits im späten Winter bis zum Beginn des Frühjahrs. Die robuste und gut frostharte Pflanze ist immergrün und produziert Büschel becherförmiger, nickender, 5 cm breiter hellgrüner Blüten, die gelegentlich einen leicht rötlichen Blütenrand aufweisen. Die Blüten bestehen aus jeweils fünf Blütenhüllblättern und an ihrem Grund befinden sich kleine, schlauchförmige Nektarblätter. Der dort angebotene Nektar ist nur für Hummeln und Pelzbienen erreichbar.
Die Chromosomenzahl beträgt 2n = 32.

## Vorkommen
Diese südwesteuropäische Pflanzenart erreicht in Mitteleuropa den östlichen Rand ihres natürlichen Verbreitungsgebiets. Es gibt Fundortangaben für Marokko, Portugal, Spanien, Balearen, Andorra, Frankreich, Belgien, Luxemburg, Großbritannien, Deutschland, die Schweiz, Österreich, Italien, Sizilien und Korsika.
Die Stinkende Nieswurz kommt zerstreut, aber gesellig in krautreichen Eichen- und Buchenwäldern, im Schlehengebüsch und an Waldsäumen vor. Sie gedeiht am besten auf steinigen, zumindest etwas kalkhaltigen, lockeren, humosen Lehm- oder Lößböden. Sie wächst in Gebieten, in denen eher hohe Luftfeuchtigkeit als Trockenheit herrscht und wo während des Winters extreme Fröste fehlen. Sie ist eine schwache Charakterart des Verbands Quercion pubescentis, kommt aber auch in Pflanzengesellschaften der Verbände Berberidion, Carpinion und Fagion vor.

### Ökologische Zeigerwerte
Die ökologischen Zeigerwerte nach Ellenberg für die Stinkende Nieswurz sind:
- L5 Halbschattenpflanze
- T7 Wärmezeiger
- K2 ozeanisch
- F4 Trocknis- bis Frischezeiger
- R8 Schwachbasen- bis Basenzeiger
- N3 auf stickstoffarmen Standorten häufiger
- S0 nicht salzertragend
- Leb krautiger Chamaephyt, immergrün
- Soz Quercion pubescenti (-petraeae)

Die ökologischen Zeigerwerte nach Landolt et al. 2010 sind in der Schweiz: Feuchtezahl F = 2 (mäßig trocken), Lichtzahl L = 2 (schattig), Reaktionszahl R = 4 (neutral bis basisch), Temperaturzahl T = 3+ (unter-montan und ober-kollin), Nährstoffzahl N = 3 (mäßig nährstoffarm bis mäßig nährstoffreich), Kontinentalitätszahl K = 4 (subkontinental).

## Ökologie
Die Stinkende Nieswurz ist ein immergrüner Halbstrauch (Chamaephyt). Es finden sich stufenweise Übergänge von Laubblättern zu Hochblättern und Blütenhüllblättern (Perigon). Sie dient deshalb als Paradebeispiel für die Ableitung der Blütenblätter von den Laubblättern.
Die hängenden Blüten sind vorweibliche „Glockenblumen mit klebrigem Pollen“. Sie werden von Bienen bestäubt. Hefekulturen zersetzen teilweise den Nektar. Sie erzeugen in der Blüte Temperaturen, die bis zu 6 °C über der der Umgebung liegen können und auch bei tiefen Temperaturen Hummeln zur Bestäubung anlocken.
Die Stinkende Nieswurz verhindert eine Selbstbestäubung dadurch, dass sie vorweibliche Blüten entwickelt. Die Blüten haben einen Mechanismus, den man botanisch als „Streukegeleinrichtung“ bezeichnet. Ihre Pollen regnen auf die besuchenden Insekten herab und werden dadurch zu anderen Blüten gebracht.
Aus jeder bestäubten Blüte entwickeln sich drei bis fünf Balgfrüchte, die bis zu 3 cm lang sind. Diese sind im unteren Drittel fest miteinander verwachsen. Reifen die Balgfrüchte heran, werden die Fruchtwände hellbraun und pergamentartig und öffnen sich entlang ihrer Bauchnaht. In den Balgfrüchten, die bei Reife nach unten hängen, sind die ovalen Samen in zwei Reihen angeordnet. Reifen sie heran, nehmen diese eine schwärzliche Farbe an und erreichen eine Länge bis zu 4 mm. Durch Windstöße werden die Samen aus den Balgfrüchten gelöst und fallen zu Boden.
Als Ausbreitungsmechanismus der Samen nutzt die Stinkende Nieswurz die sogenannte Myrmekochorie, wie die Samenverbreitung durch Ameisen bezeichnet wird. Die Samen tragen ein großes, helles Anhängsel, das sogenannte Elaiosom. Dieses Elaiosom enthält Glukose, Fruktose, Fette und das Vitamin C und stellt damit für Ameisen einen wertvollen Nahrungslieferanten dar. Ameisen sammeln die Samen ein, transportieren sie zum Bau, trennen dort den eigentlichen Samen vom Elaiosom und tragen die Samen wieder aus dem Bau.

## Giftigkeit
Die Pflanzenteile sind durch das Hellebrin sehr giftig. Dabei handelt es sich um ein Saponingemisch, das hauptsächlich aus Steroidsaponinen besteht. Es wirkt schleimhautreizend und regt zum Niesen an. Hellebrin wurde bei neueren Untersuchungen nicht festgestellt. Die Blütenblätter enthalten Ranunculosid.
Früher wurde die Stinkende Nieswurz (wie die Schwarze Nieswurz) als Heilpflanze verwendet, sie ist aber wegen unerwünschter Nebenwirkungen dafür nicht mehr in Gebrauch. In der Anthroposophischen Medizin wird sie homöopathisiert als begleitende Therapie in der Krebstherapie verwendet.

## Verwendung als Zierpflanze
Die Stinkende Nieswurz wird in den gemäßigten Gebieten als Zierpflanze verwendet. Unter den Arten dieser Gattung ist sie die Art, die am besten Sonne und Trockenheit toleriert. Im Garten etablierte Pflanzen säen sich oft selbst aus.